# Eruzione del Krakatoa del 1883
L'eruzione del vulcano Krakatoa fu un violentissimo evento eruttivo, la cui fase terminale parossistica ebbe data nell'agosto del 1883. L'eruzione del vulcano, situato sull'isola indonesiana di Rakata, creò ingenti danni non solo sull'isola ma anche nel suo intorno.
Fu una delle maggiori eruzioni vulcaniche avvenute in tempi storici: sviluppò una potenza di 200 megatoni, espellendo circa 21 chilometri cubi di roccia, cenere e pietra pomice, generando un boato tra i più forti mai registrati dall'essere umano. L'esplosione del cataclisma fu distintamente udita fino ad Alice Springs in Australia, e a Rodrigues, vicino all'isola Mauritius, e il riverbero delle onde atmosferiche fu avvertito in tutto il mondo.
Numerosissimi villaggi furono devastati, circa 36 000 persone morirono e molte migliaia furono ferite dall'eruzione, gran parte delle quali a causa del maremoto che seguì la tremenda esplosione. L'eruzione del 1883 distrusse i due terzi del territorio che allora era l'isola di Krakatoa. Nuove eruzioni del vulcano, dal 1927, hanno fatto emergere una nuova isola, detta Anak Krakatau (figlio di Krakatoa).

## L'eruzione
Il Krakatoa era rimasto inattivo per due secoli prima che si manifestasse l'inizio dell'eruzione il 20 maggio 1883.  Per diversi anni prima di questa eruzione si erano verificati fortissimi maremoti e gli effetti di alcuni di questi erano stati avvertiti anche in Australia. L'eruzione iniziò con emissioni di vapore e ceneri dal cono del Perboewatan che raggiunsero un'altezza di quasi 11 chilometri. Nel corso dei mesi di giugno e luglio il vulcano Perboewatan continuò ad eruttare e nelle acque dello stretto della Sonda furono visti galleggiare blocchi di pomice.
L'11 agosto tre aperture eruttavano regolarmente dal vulcano. In questo periodo le maree furono stranamente alte (molte imbarcazioni ormeggiate affondarono) ed erano ordinari fenomeni come il frantumarsi improvviso di finestre. L'11 agosto ebbe inizio un'eruzione di più ampia portata, con una colonna eruttiva carica di cenere proveniente da 11 aperture. Il 24 agosto l'eruzione si intensificò; il culmine del cataclisma iniziò domenica 26 agosto verso mezzogiorno: le nuvole di cenere generate dall'eruzione raggiunsero un'altezza di 36 km e si verificò il primo tsunami.

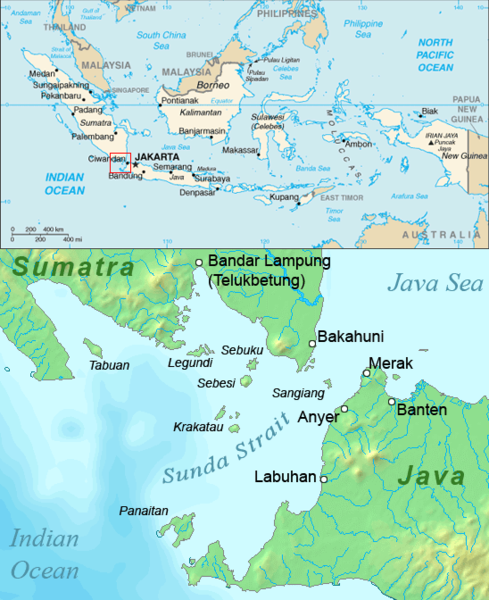
La posizione di Krakatoa nell'arcipelago della Sonda

Il 27 agosto altre eruzioni avvennero alle 5:30, 6:45, 8:20 e 10:02 ora locale. L'ultima di queste eruzioni aprì delle fessure nella roccia del vulcano e in questo modo l'acqua del mare si riversò nella camera magmatica, vaporizzandosi e provocando l'esplosione che distrusse gran parte dell'isola. Il boato fu avvertito fino in Australia, lontana 3500 km (2200 miglia), e nell'isola di Rodrigues, vicino a Mauritius, lontana 4800 km (3000 miglia). Fu il rumore più forte registrato nella storia: tale primato è però conteso dal suono generato dall'eruzione del monte Tambora nel 1815, sempre nell'arcipelago indonesiano.

## Effetti dell'eruzione
Benché sembra che nessuno sia stato ucciso dall'esplosione iniziale, lo tsunami generato provocò effetti disastrosi, uccidendo circa 36 000 persone e spazzando via numerosi villaggi nelle isole di Giava e Sumatra; 165 villaggi vennero distrutti e 132 gravemente danneggiati. Altre 1000 persone circa morirono per gli effetti dei fumi vulcanici e della cenere. Navi lontane, nel Sudafrica, si capovolsero quando vennero colpite dall'onda di maremoto e i corpi delle vittime furono ritrovati nell'oceano per diverse settimane dopo il tragico evento. Ci sono numerosi rapporti che documentano la presenza di gruppi di scheletri umani vaganti alla deriva per l'oceano Indiano su zattere di pomice vulcanica e finiti sulle coste orientali dell'Africa fino a un anno dopo l'eruzione.
L'eruzione del 1883 fu tra le più devastanti esplosioni vulcaniche nell'era moderna, classificata con VEI pari a 6, equivalente a 200 megatoni (200 milioni di tonnellate di TNT), una potenza quattro volte maggiore della più grande bomba mai costruita dall'uomo, la Bomba Zar, che durante il test atomico sprigionò 50 megatoni. Le onde d'aria generate dall'esplosione "viaggiarono" sette volte intorno al mondo e il cielo si oscurò per i giorni successivi. L'isola di Rakata quasi cessò di esistere, dal momento che oltre due terzi della superficie fu polverizzata, e il fondo dell'oceano che la circondava fu drasticamente alterato. Due isole vicine, Verlaten e Lang, incrementarono la loro superficie. La cenere vulcanica continua a costituire una parte significativa della composizione geologica di queste isole.
Ci sono alcune prove che dimostrano come l'esplosione finale possa non essere stata causata dall'ingresso dell'acqua di mare nel vulcano. La camera magmatica sotto il vulcano era composta da materiale di colore chiaro e relativamente freddo. Dopo l'eruzione del 20 maggio entrò nella camera, dalla profondità, materiale più caldo e di colore scuro. Il nuovo materiale riscaldò la roccia fusa originaria, emettendo gas disciolti e aumentando la pressione. Le eruzioni del 25 e 26 agosto liberarono la gola del vulcano, rilasciando la pressione nella devastante esplosione che distrusse gran parte dell'isola. La pietra pomice dell'eruzione evidenzia una miscela di materiali di colore chiaro e scuro.
A causa delle particelle di cenere emesse nell'aria, la Luna mantenne per anni un colore bluastro. Inoltre la temperatura media terrestre si abbassò. Il livello dell'acqua si alterò dall'epicentro fino al canale della Manica.

## Vulcanismo successivo

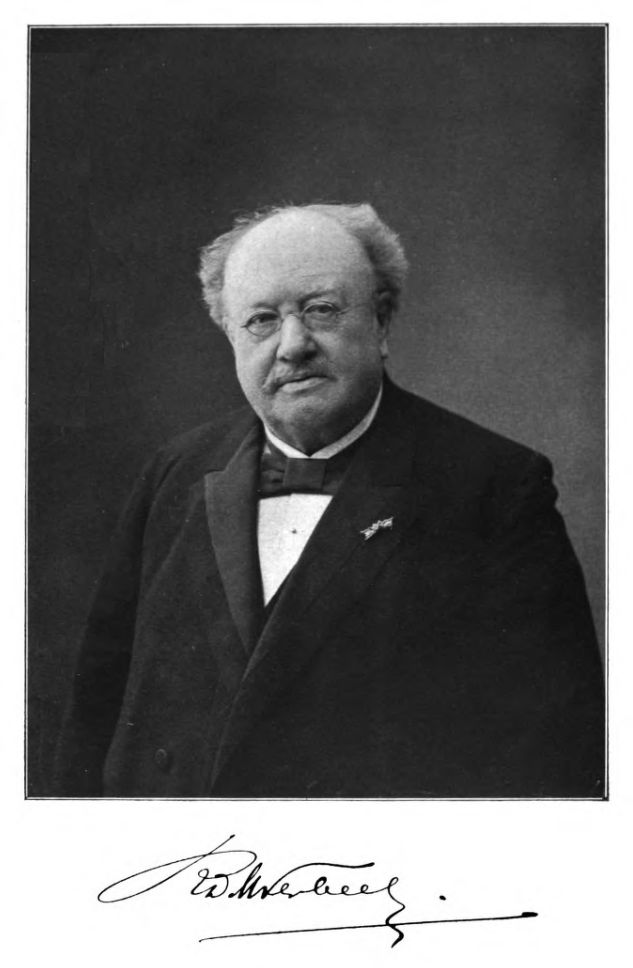
Rogier Verbeek, il vulcanologo olandese che studiò l'eruzione del Krakatoa del 1883 e i suoi effetti

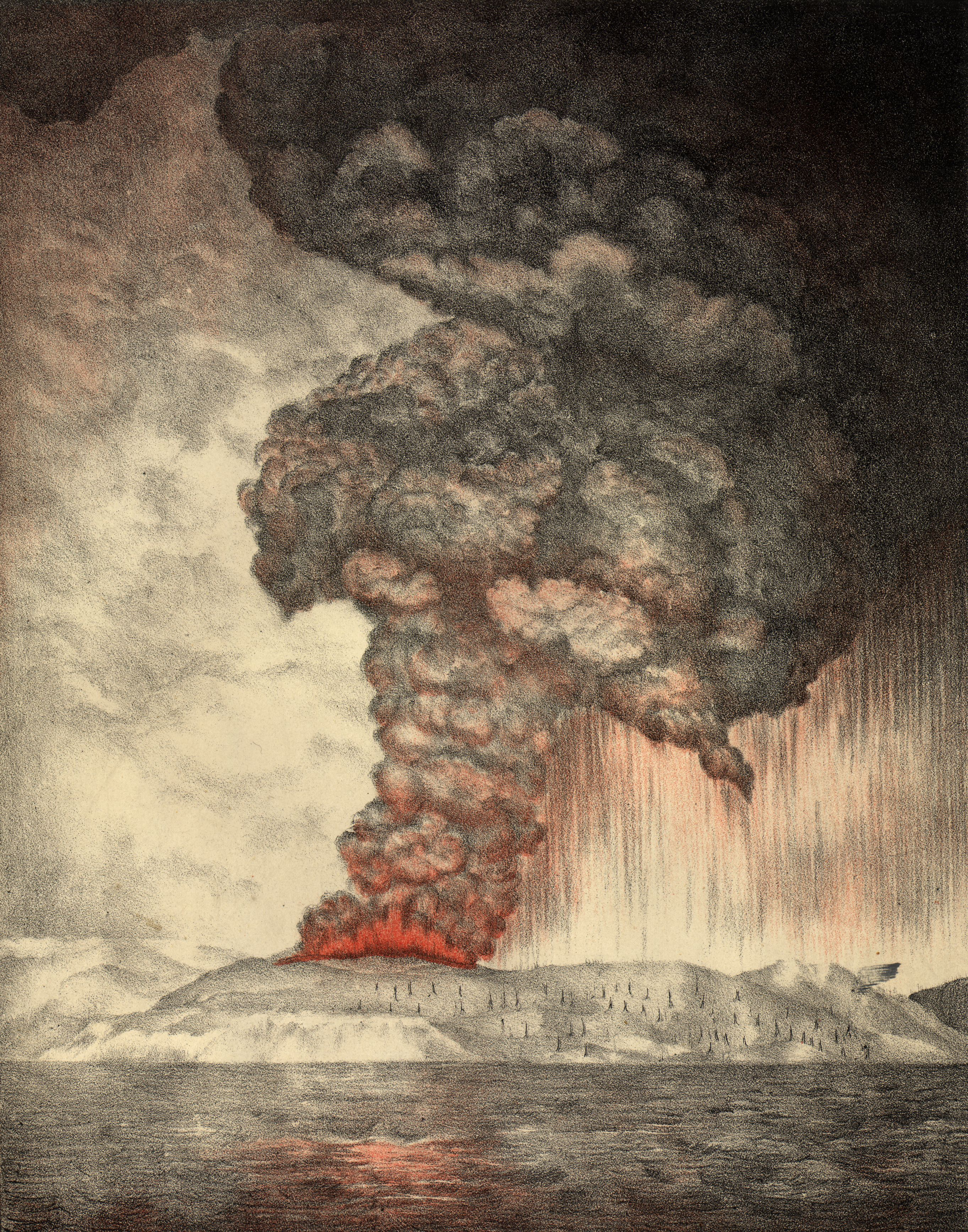
Litografia del 1888 rappresentante l'eruzione del Krakatoa di 5 anni prima

### Le indagini di Verbeek
Sebbene la fase parossistica dell'eruzione avesse avuto termine nel tardo pomeriggio del 27 agosto, dopo che la luce fu tornata sull'isola il 29, i rapporti riferirono che il Krakatoa rimase ancora in fase eruttiva per mesi.
Uno dei primi compiti del gruppo di Verbeek fu di determinare se ciò fosse vero e di controllare i rapporti riferiti ad altri vulcani in eruzione a Giava e Sumatra. In genere essi risultarono falsi e Verbeek spiegò le testimonianze che riportavano il Krakatoa ancora in eruzione dopo la metà di ottobre, riferendole a flussi di materiale caldo, a frane causate dalle pesanti piogge monsoniche di quella stagione e ad "allucinazioni dovute all'attività elettrica" osservata a distanza.
Successivamente non si evidenziò alcun segno di attività per molti anni, fino al 1913, quando venne riportata una nuova eruzione. Le indagini non riuscirono a trovare alcuna evidenza del fatto che il vulcano si stesse risvegliando e giunsero alla conclusione che ciò che era stato interpretato erroneamente come una rinascita dell'attività, in realtà era stata una frana di grosse dimensioni (probabilmente quella che formò il secondo arco della scogliera di Rakata).

### Anak Krakatau

L'evoluzione del vulcano dopo il 1883

Verbeek, nel suo resoconto sull'eruzione, previde che nuova attività si sarebbe manifestata nella regione che si trovava tra Perboewatan e Danan. Ciò si avverò nel 1927, quando si manifestò un'eruzione sottomarina proprio in quell'area. Alcuni giorni dopo, una nuova isola vulcanica, poi chiamata Anak Krakatau (“Figlio del Krakatoa”), emerse dall'acqua. Inizialmente l'eruzione fu di pomice e cenere e quest'isola e altre due furono velocemente erose dall'oceano; tuttavia alla fine Anak Krakatau produsse flussi di lava più velocemente di quanto le onde riuscissero a eroderli, emergendo definitivamente dall'acqua.
L'isola Anak Krakatau, di notevole interesse per i vulcanologi, è stata un importante oggetto di studio sin da quando è emersa nell'agosto 1930. L'isola, sviluppatasi in conseguenza all'eruzione del 1883, è stata oggetto di studi negli anni successivi, crescendo, secondo stime effettuate tra il 2005 e 2010, di circa 7 metri l'anno.

Il 22 dicembre 2018 Anak Krakatau ha eruttato violentemente. Un fianco del vulcano si è interamente distaccato e, riversandosi in mare, ha generato uno tsunami con onde alte circa 6 metri che si sono abbattute sulle coste delle isole vicine, causando la morte di centinaia di persone.
L’altezza dell’Anak Krakatau è passata da 338 metri s.l.m. a 110 metri s.l.m.

## Aspetti biologici
L'eruzione del 1883 provocò un fenomeno estremamente interessante dal punto di vista biologico, dal momento che le forme di vita macroscopica su Krakatoa furono completamente eliminate. Questo ha consentito ai biologi di studiare su piccola scala come in ecosistemi isolati si possano stabilire e sviluppare nuove specie animali e vegetali.
Nel 1934, 51 anni dopo la grande esplosione del 1883, su Krakatoa si erano ristabilite 271 specie vegetali. È opinione diffusa tra i vulcanologi che, nel prossimo futuro, una nuova eruzione provocherà effetti simili, ma con conseguenze sulla popolazione dei vicini arcipelaghi ben più disastrose: la densità abitativa è infatti molto più elevata di quanto non lo fosse nel 1883. Le previsioni tuttavia sono assai discordi nell'individuare il possibile intervallo temporale: di qualche decennio secondo alcuni, sino a qualche migliaio di anni secondo altri studiosi.

## Aspetti culturali

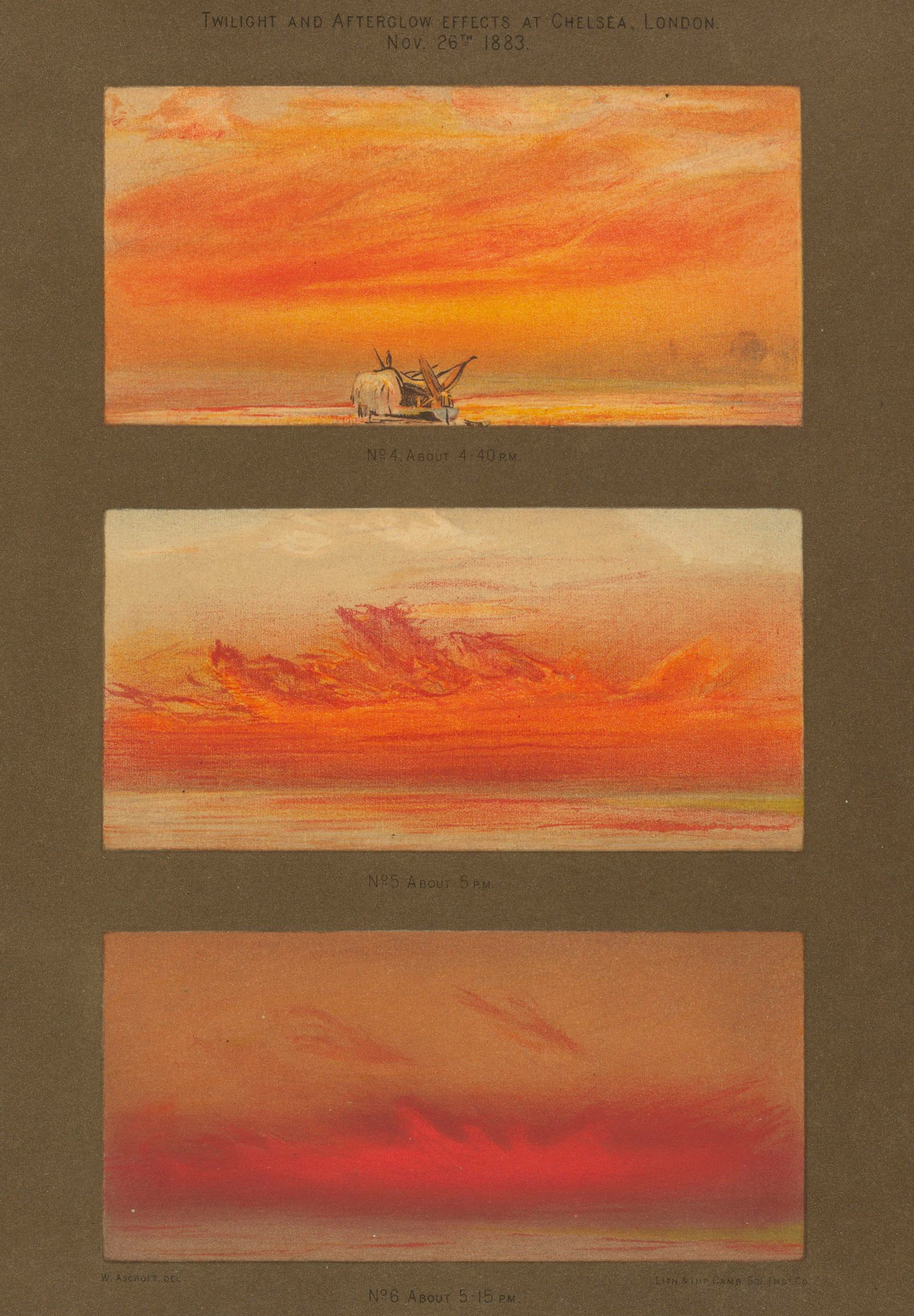
L'eruzione del Krakatoa e i fenomeni successivi, 1888

L'eruzione generò tramonti spettacolari in tutto il mondo per diversi mesi successivi, a causa del fatto che la luce solare si rifletteva sulle particelle di polvere sospese nell'aria, eruttate dal vulcano nell'atmosfera. L'artista inglese William Ascroft realizzò centinaia di schizzi a colori dei tramonti rossi intorno al mondo (generati dall'eruzione del Krakatoa) negli anni successivi all'eruzione.
Nel 2004 alcuni ricercatori supposero che il cielo color rosso sangue del famoso quadro di Edvard Munch L'urlo, realizzato nel 1893, sia in realtà una riproduzione accurata del cielo norvegese dopo l'eruzione. Tuttavia tale ipotesi azzardata è priva di fondamento, visto che l'episodio che ispirò l'artista risalirebbe all'estate del 1889 - sei anni dopo l'eruzione - quando, con gli amici Christian Krohg e Frits Thaulow (identificabili con le due silhouette del quadro), affittò una piccola abitazione nei pressi dell'Oslofjord.

### Cultura di massa
Nella storia Il capitano cow-boy del Cutty Sark, capitolo 3 bis della Saga di Paperon de' Paperoni (maxiserie a fumetti realizzata da Don Rosa), si immagina che nel 1883 Paperon de' Paperoni si sia imbarcato sul Cutty Sark, famoso veliero dell'epoca, e che sia stato testimone della violenta eruzione del Krakatoa del 27 agosto, affrontando insieme a Cacciavite Pitagorico (nonno di Archimede) tutte le conseguenze di questa.
Sul catastrofico evento il regista Bernard L. Kowalski realizzò nel 1969 il film Krakatoa, est di Giava con Maximilian Schell, Diane Baker e Rossano Brazzi.
L'episodio 6 Crack of Doom della serie Kronos - Sfida al passato (The Time Tunnel, 1966) tratta dell'eruzione del Krakatoa.